# 森宏範
森 宏範（もり ひろのり、1959年〈昭和34年〉6月24日 - ）は、日本の政治家。元奈良県生駒郡三郷町長（4期）。

## 経歴
奈良県生駒郡三郷町南畑（現・信貴南畑）で生まれ育つ。近畿大学理工学部を卒業する。1985年、関西松下システム（現・パナソニックCCソリューションズ）に入社する。1995年、三郷町議会議員（以降4期）。2004年、関西松下システム株式会社（現・パナソニックCCソリューションズ）を退社する。
2010年、三郷町長に当選。2014年、無所属現職の森のほかに立候補がなく、無投票で再選が決まる。2018年、三郷町長3選。2022年、三郷町長4選。
2023年12月21日、三郷町発注の公共事業で入札に関する情報を業者に漏らしたとして、官製談合防止法違反の罪で大阪地検特捜部に在宅起訴された。また同日、別の事業で入札を妨害したとして町環境整備部長と町都市建設課長も在宅起訴された。同月28日に森は会見を開き、辞職することを明らかにした。
2024年1月17日午前0時、地方自治法の規定に基づいて失職した。
同年6月7日、初公判が大阪地裁で開かれ、森は「間違いありません。地元業者の成長を願って優遇したい思いがありました」と起訴内容を認めた。検察側の冒頭陳述によると、森は知人の業者から町発注工事の下請けに入りたい意向を伝えられ、「懇意にしている別の業者が元請けになればこの業者を下請けに指定できる」と考え、情報を漏らした。工事は別の業者が落札した。
同年9月27日、大阪地裁（御山真理子裁判長）は「町政に対する信頼を損なった」として懲役1年6月、執行猶予3年の判決を言い渡した。

## 人物
全国町村会のウェブサイトに2021年2月22日に掲載された「町村長随想」の全世代・全員活躍型 「生涯活躍のまち」さんごうによると「南畑に30年、立野に18年、勢野に13年住み、三郷町をくまなく見て、地域の方々と直にふれあえたのが大きな財産である」という。
住所は奈良県生駒郡三郷町勢野北1丁目。

## 政策・主張
三郷町は自然と歴史・文化そして教育が見事に調和した町で、住民、生まれ育って安らぐ地であること、「ふるさと三郷」を守っていくことが重要課題である。住民と心を一つに一歩一歩着実に前進し、全世代・全員活躍型「生涯活躍のまち」を目指す。

## 家族
森家
- 父・饗一（きょういち[10]、三郷町長） - 元・三郷町助役、同町産業建設課長[10]。